# 第一航空
第一航空株式会社（だいいちこうくう、英: First Flying Co., LTD.）は、大阪府八尾市の八尾空港を拠点空港として、小型航空機やヘリコプターを運航し、不定期航空路線事業などの航空機使用事業を行っている会社である。
本社は堺市西区鳳東町4丁401番地1。

## 概要
略称として英語社名の「First Flying Co.,LTD.」に由来するFFCを使用しているが、ICAOの航空会社コードは「Daiichi Air K.K.」に由来するDAKである。
大阪府内の八尾空港内に八尾事業本部、広島ヘリポート内に広島事業所、那覇空港内に沖縄営業所、石垣空港内に石垣営業所を設置し、旅客定期航空便、チャーター便運航、遊覧飛行事業、航空写真事業、放送飛行事業、操縦訓練事業、整備・格納事業を行っている。
2019年（令和元年）8月、ホームセンター「コーナン」の資産管理会社、港南株式会社（堺市）が、賛栄商事株式会社（大阪市浪速区）より第一航空の経営権を取得し、港南のグループ会社となった。1965年（昭和40年）に八尾空港において第一飛行クラブを創設した歴史を持つ。ヘリコプター遊覧飛行、航空機の操縦教育・訓練事業の一部は同じ港南グループの大阪航空株式会社（八尾市）に委託している。

## 保有機材
2022年1月現在
- 固定翼航空機
  - セスナ 172 2機
  - セスナ C206 3機
  - セスナ C208 2機
  - バイキング・エア DHC-6-400 ツインオッター2機[1]
- 回転翼航空機
  - ロビンソン R22 1機
  - ロビンソン R44 2機
  - ロビンソン R66 1機

## 不定期就航路線
いずれもチャーター扱いであり、予約がない場合は休航となるため搭乗する際は前もっての予約が必須である。
- 那覇空港 - 粟国空港　（2021年7月26日運航再開。月・水・土の各曜日に1往復就航）
- 石垣空港 - 多良間空港　（2024年1月22日運航開始。月・土の各曜日に1往復就航）
- 石垣空港 - 波照間空港　（2024年1月22日運航開始。月・水・土の各曜日に1往復就航）

早期就航を優先したため、当面は運航費への国庫補助対象外となるチャーター方式での運航となる。今後は利用状況を鑑みて、定期便化した後に国に対し補助の承認を求める予定である。
全便が小型19人乗り（実質は13〜15人が限度）のDHC-6ツインオッターで運航される。そのため、持ち込み手荷物の量・大きさ以外に、フライト時の重量バランスを考慮する必要があるため搭乗前に体重を自己申告しなければならない（そのため座席の指定はできない）など幾つか制限がある。
那覇空港での乗降は滑走路西側にある同社格納庫前で行っている。ターミナルビルとの間は滑走路を跨いで送迎車を使用するため、搭乗においては集合時間があらかじめ設定される。那覇空港の受付カウンターは旅客ターミナルビル1階到着ロビーに設けられている。粟国空港の受付カウンターには係員は常駐しておらず、那覇粟国便到着後にカウンターがオープンされる。
運賃については、粟国村発行の沖縄県離島住民割引カードを所持するものに対し、離島住民割引運賃が設定されている。また、波照間島の島民に対しても割引運賃が設定されている。支払いはクレジットカードまたは受付カウンターでの現金支払いである。

## 航空運送事業
第一航空は不定期航空事業の経験がなかったが、経営破綻した旧エアードルフィンの一部スタッフが同社に企画書を持ち込み社長に直談判した結果、実現したというエピソードがある。沖縄事業所が扱う航空路線の予約・案内等は同事業所のみで扱っている。

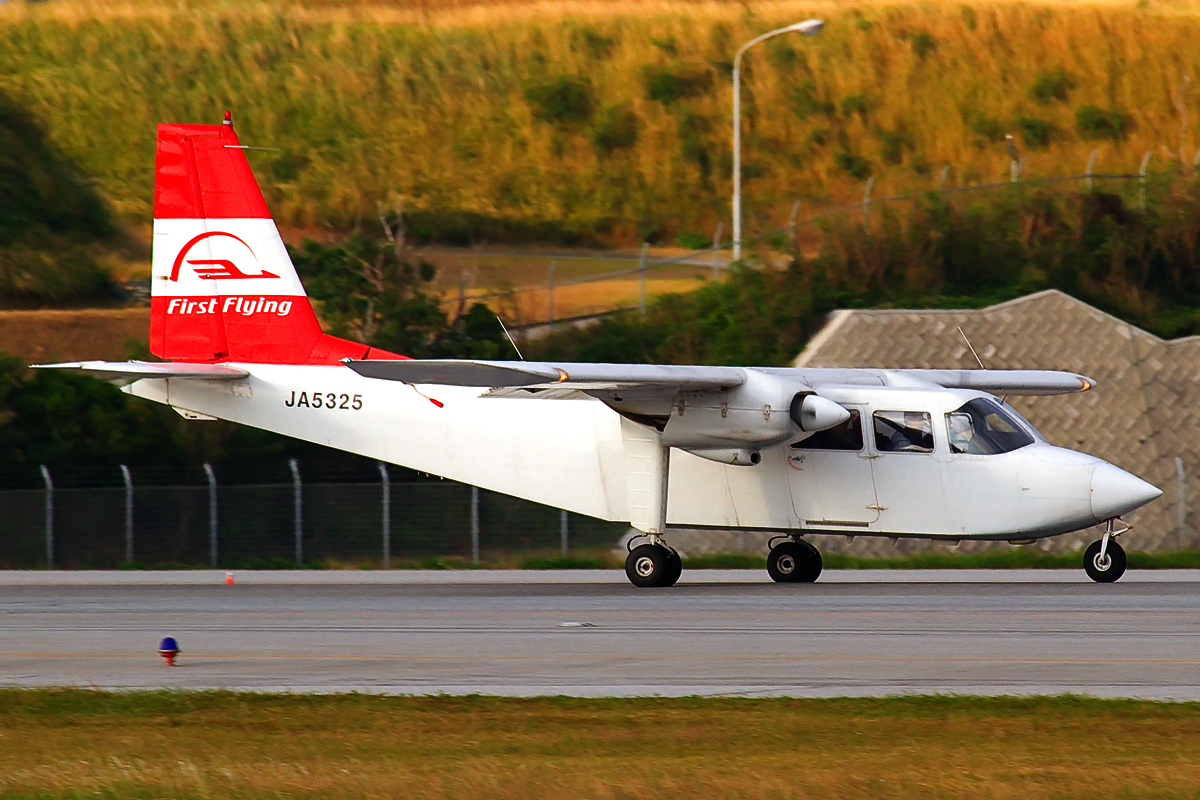
運行当初沖縄路線に使用されていたBN-2B

2008年11月27日、従来琉球エアーコミューター (RAC) が運航しており一時運休が検討されていた那覇 - 粟国線を継承することを発表し、2009年6月19日より運航を開始した。
2008年12月16日には、従来航空路線のなかった徳之島 - 沖永良部島 - 那覇線の新設も発表され、2009年6月20日に1日1往復（のち2往復に増便）の就航を開始した。航空機は9人乗りのブリテン・ノーマン アイランダーを2機使用する。
2009年にRACが撤退した後にエアードルフィンがチャーター便を就航させたものの2008年に同社が経営破綻し、運休状態となっている石垣 - 波照間線の運航について竹富町より要請を受け、就航を検討してるとの報道がなされたが、同社の既設路線の実績が思わしくないことに加え、波照間海運がフェリーの運航日を増やしたり新型の双胴高速船を投入し就航率を引き上げたこともありこの時は具体化しなかった。
2013年10月には同じく運休となっている石垣 - 多良間線とともに、就航を検討するため地元自治体との協議会が発足した。

### 撤退発表と国・沖縄県の支援表明
粟国線では当初、見込んでいた80%の搭乗率を大幅に下回る55%と利用が低迷し、会社が想定した赤字の限度額を僅か1年で越える状態となってしまった。
このため、2010年9月15日に那覇 - 粟国、那覇 - 沖永良部 - 徳之島の両路線から撤退し、沖縄事業所を閉鎖することを発表したが、後に機材繰りを見直すとともに国土交通省からの補助金を受けることで運航を継続すると発表した。また、10月以降は沖縄県からの補助金を受けることにより運賃が3割引き下げられることとなった。

#### かつて就航していた不定期路線
不定期航空路線であり、乗客がいない場合は運休することがあった。
那覇空港 - 粟国空港間は2021年7月に再開されたが、チャーター便であるため過去の就航路線と経緯を記載する。
- 那覇空港 - 粟国空港（2009年6月就航、2015年8月の事故により運休、その後2018年1月より再開したが[13]2018年4月より再度運休[14]）
- 那覇空港 - 慶良間空港[15]（2013年9月から同年10月のみ、期間限定で運航していた[10]。）
- 那覇空港 - 沖永良部空港 - 徳之島空港（2015年3月より休止中）運航時、不定期運送事業のため沖永良部経由徳之島便は日により沖永良部止めとなる場合があった。

## 事故
- 2008年8月19日午前10時8分頃、八尾空港に着陸するために接近していたセスナ TU206F（登録記号 : JA3721）が空港近くの国道170号線に不時着し同乗者1人が軽傷を負った[16]。

- 2015年8月28日午前8時55分頃、沖縄県粟国村の粟国空港で那覇発粟国行きのバイキング・エア製DHC-6-400 ツインオッター（JA201D）が接地後、滑走路を逸脱しフェンスに衝突。機体を中破した[17]。運航再開の時期は示されていない[18]が、2017年3月28日に運輸安全委員会は事故に関連した勧告について、同社から必要な措置を講じたとの報告受けたと発表[19][20]。これを受け事故破損した該当機は一度分解され、製造元メーカーがあるカナダに輸送、一時は登録抹消されていたが、修理後、カナダと日本の耐空証明を取得し、同年7月20日には再度復籍となったが、現在は機体の維持を行なっている[21][22]。沖縄路線は2023年現在、基本那覇-粟国線のみ週3便で運航しているが機材整備や乗員訓練などで運休したり繁忙期にはチャーター便も運航しているためその都度確認が必要[23]。

## 事業所
- 八尾事業本部 - 大阪府八尾市空港2丁目12番地（八尾空港内）
- 広島事業所 - 広島市西区観音新町4丁目10番2号（広島ヘリポート内）
- 沖縄営業所 - 那覇市鏡水150番地（那覇空港国内線ビル1F、2018年6月退去、2021年7月再設置）
- 石垣営業所 - 石垣市白保1960番地-104-1（石垣空港国内線ビル1F）